# Ayuru
L'ayuru (ou wayoró, wayru, ajuru) est une langue tupi parlée au Brésil dans l'État de Rondônia dans le poste indigènes de Guaporé.
La langue est menacée.

## Classification
L'ayuru fait partie de la famille des langues tupari, une des branches des langues tupi.

## Histoire de la langue
L'habitat d'origine des Ayuru est la région du Rio Colorado. Le contact avec la société brésilienne est, pour eux comme pour les autres peuples tupari, dramatique, puisqu'il correspond à l'arrivée, dans la première moitié du XXe siècle, des récolteurs de caoutchouc. Les Ayuru sont soumis à l'exploitation économique de ceux-ci. Les maladies finissent de les décimer.
Les survivants sont installés dans des lieux placés sous l'autorité du SPI (Servicio de Proteção do Índio), l'ancêtre de la FUNAI. Vers 1990, la population ayuru vivant dans le poste de Guaporé n'était plus que de 41 personnes, dont seulement 8 connaissent la langue.

## Phonologie
Les tableaux présentent la phonologie de l'ayuru, les consonnes et les voyelles.

### Voyelles
|         | Antérieure  | Centrale    | Postérieure |
| ------- | ----------- | ----------- | ----------- |
| Fermée  | i [i] ĩ [ĩ] | ɨ [ɨ] ɨ̃ [ɨ̃] | u [u] ũ [ũ] |
| Moyenne | e [e] ẽ [ẽ] |             |             |
| Ouverte |             | a [a]       |             |

### Consonnes
|               |               | Bilabiale | Dentale | Palatale | Vélaire | Labio-vél. |
| ------------- | ------------- | --------- | ------- | -------- | ------- | ---------- |
| Occlusives    | Sourdes       | p [p]     | t [t]   |          | k [k]   | kw [kʷ]    |
| Occlusives    | Sonores       | b [b]     | d [d]   |          | g [g]   | gw [gʷ]    |
| Fricatives    | Fricatives    | β [β]     |         |          |         |            |
| Affriquées    | Sourdes       |           |         | c [t͡ʃ]   |         |            |
| Affriquées    | Prénasales    |           |         | nj [n͡d͡ʒ] |         |            |
| Nasales       | Nasales       | m [m]     | n [n]   |          | ŋ [ŋ]   | ŋw [ŋʷ]    |
| Liquides      | Liquides      |           | r [r]   |          |         |            |
| Semi-voyelles | Semi-voyelles |           |         | y [j]    |         |            |